# Fagbevægelsens Hovedorganisation
Fagbevægelsens Hovedorganisation (forkortet: FH) er en dansk hovedorganisation, der repræsenterer 65 danske fagforbund med i alt ca. 1,3 millioner medlemmer. FH blev dannet i 2018 ved en sammenslutning af hovedorganisationerne FTF og LO.

## Tilblivelse

### Drøftelse
Det blev oprindeligt drøftet, om fusionen skulle omfatte alle tre hovedorganisationer: Både LO, FTF og Akademikerne, tidl. Akademikernes Centralorganisation (AC).

### Konkret etablering
Den 13. april 2018 godkendte FTF og LO ved ekstraordinære kongresser at stifte en ny, fælles hovedorganisation, der blev oprettet ved en stiftende kongres samme dag. Den nye hovedorganisation overtog FTF's og LO's funktioner pr. d. 1. januar 2019 og repræsenterer 93 eller 79 fagforbund.
Organisationens navn blev offentliggjort i oktober 2018.

## Politiske værdier
På FH's stiftende kongres, vedtog man ti værdier, der definerer organisationens politiske værdisæt:
- Den enkelte kan selv. Sammen skaber vi mere værdi.
- Alle mennesker har lige værdi.
- Alle mennesker skal have et godt livsgrundlag.
- Alle mennesker har ret til udvikling og medbestemmelse i deres arbejdsliv.
- Alle mennesker har ret til et sundt og sikkert arbejdsliv.
- Alle skal have lige muligheder i livet.
- Alle skal tage ansvar for velfærdssamfundet.
- Alle mennesker har ret til balance mellem arbejde og familieliv.
- Alle har ret til at leve i et samfund med muligheder.

## FH's formand
Som FH's første formand blev i 2019 valgt LO's formand, kontorassistent Lizette Risgaard, der fra 2015 havde været LO's formand. Lizette Risgaard trak sig som formand i april 2023 efter anklager om upassende adfærd overfor mandlige medarbejdere i organisationen.
Siden 2023 har Morten Skov Christiansen været FH's formand.

## Medlemstal
Ved sin etablering i 2019 havde FH ca. 1,4 mio. medlemmer.
I 2020 havde FH 1.319.000 medlemmer.
FH's formand, Lizette Risgaard, betegnede i 2021 udviklingen som meget alvorlig.

## Til FH's medlemsorganisationer hører

### Tidligere LO-fagforbund, som er medlemmer af FH
- Fagligt Fælles Forbund (3F)
- HK/Danmark
- FOA - Fag og Arbejde
- Dansk Metal
- Socialpædagogernes Landsforbund (SL)
- Dansk EL-Forbund
- Teknisk Landsforbund (TL)
- Fødevareforbundet NNF
- Serviceforbundet
- Malerforbundet i Danmark
- Blik og Rørarbejderforbundet i Danmark
- Dansk Jernbaneforbund (DJF)
- Hærens Konstabel- og Korporalforening
- Fængselsforbundet i Danmark
- Dansk Artist Forbund (DAF)
- Spillerforeningen (SPF)
- Håndbold Spiller Foreningen

### Tidligere FTF-medlemsorganisationer, der er medlemmer af FH
- Atorfillit Kattuffiat
- Brancheorganisationen Luftfart og Jernbane
- BUPL
- Cabin Union Denmark
- Centralforeningen for Stampersonel
- Danske Skov- og Landskabsingeniører
- Danmarks Kordegneforening
- Danmarks Lærerforening (DLF)
- Danmarks Underholdningsorkester
- Dansk Formands Forening
- Dansk Kirkemusiker Forening
- Dansk Korforbund
- Dansk Musiker Forbund
- Dansk Skuespillerforbund
- Dansk Socialrådgiverforening
- Dansk Sygeplejeråd
- Dansk Told og Skatteforbund
- Danske Bandagister – Lønfraktionen
- Danske Bionalytikere
- Danske Fodterapeuter
- Danske Psykomotoriske Terapeuter
- Danske Tandplejere
- Danske Skov- og Landskabsingeniørers Statskreds
- Det Offentlige Beredskabs Landsforbund
- Ergoterapeutforeningen
- Film- og tv-arbejderforeningen
- FKF Frederiksberg Kommunalforening
- Farmakonomforeningen
- Foreningen Danmarks Radios Symfoniorkester
- Foreningen af Folketingets Betjente
- Foreningen af Danske Inseminører
- Foreningen af Danske Kirkegårdsledere
- Foreningen af Musikere i Forsvaret
- Foreningen af Tekniske og Administrative Tjenestemænd – TAT
- Forsikringsforbundet
- Frie Skolers Lærerforening
- Gentofte Kommunalforening
- HI – organisation for ledende medarbejdere i idræts, kultur- og fritidssektoren
- Hoffunktionærforeningen
- jid – Jordbrugsteknologer i Danmark
- Jordemoderforeningen
- Kirkekultur.nu
- Korgruppen v/Dansk Korforbund
- Kort- og Landmålingsteknikernes Forening
- Kost- & Ernæringsforbundet
- Kriminalforsorgsforeningen
- Landsdelsorkestermusikernes Fællesråd
- Medieforbundet i DR
- Musikergruppen i CO10
- Organistforeningen
- Personaleforeningen for KL, med tilsluttede institutioner
- Politiforbundet i Danmark
- PROSA
- Radiograf Rådet
- Radiotelegrafistforeningen af 1917
- SAFU, Sammenslutningen af Funktionærer
- Trafikforbundet
- Turistførerforeningen
- Uddannelsesforbundet
- Viften – Ansatte i Folketinget under CO10

### Tidligere medlemmer af FTF, som ikke er medlemmer af FH
- Danske Fysioterapeuter[17]
- Finansforbundet[18]
- Foreningen af Danske Sceneinstruktører

## Ekstern henvisning
- Fagbevægelsens Hovedorganisations hjemmeside Arkiveret 2. januar 2019 hos  Wayback Machine

| Forening eller organisation | Spire Denne artikel om en forening eller organisation er en spire som bør udbygges. Du er velkommen til at hjælpe Wikipedia ved at udvide den. |